# Doğan Yayın Holding
Doğan Yayın Holding este unul dintre cele mai mari trusturi de presă din Turcia, având acțiuni la ziarele Hurriyet, Milliyet (cele mai citite din Turcia)
și Posta, la trustul Dogan-Burda, o mare  parte a acțiunilor Dogan TV și majoritatea acțiunilor companiei de publicitate Trader Media East.
De asemenea, mai deține și CNN-ul local în limba turcă și o agenție de știri.
Dogan Yayin este deținut în mare parte de grupul turc Doğan Holding (72,76%).